# ميخائيل إس. شميت (صحفي)
ميخائيل إس. شميت (بالإنجليزية: Michael S. Schmidt)‏ هو صحفي أمريكي، ولد في 23 سبتمبر 1983.